# Ctèat
Ctèat (en grec antic Κτέατος), va ser, segons la mitologia grega, un fill de Posidó i Molíone. Ell i el seu germà Èurit eren coneguts com els Moliònides. Van ser adoptats per Àctor, germà d'Augias.
Es deia que els dos germans havien nascut d'un ou de plata semblant al que havia albergat els fills de Leda. De vegades se'ls considera un únic personatge monstruós, amb dos caps i un únic cos. A la Ilíada es diu que són dos herois, d'estatura i força considerable, però humans.
Es va casar amb Teronice, filla de Dexamen, amb la que va tenir un fill, Amfímac. Ell i el seu germà van morir a mans d'Hèracles, que els va parar una emboscada, aprofitant un banquet en honor de Posidó, com a venjança per haver ferit mortalment Íficles, germà de l'heroi.